# Industrialia - Industri- og teknologihistorie
Industrialia – Industri- og teknologihistorie – er et privat, populærvidenskabeligt websted (internet portal).
Industrialia.dk kan opfattes som et supplement til Teknologihistorie.dk, som drives af Dansk Teknologihistorisk Selskab. Teknologihistorie.dk linker til Industrialia.dk med bemærkningen "Andre nyheder kan læses på websitet Industrialia...".